# Bryaxis uljinensis
Bryaxis uljinensis (лат.) — вид жуков-ощупников рода Bryaxis (Pselaphinae) из семейства стафилиниды. Южная Корея. Предположительно мирмекофилы (часть типовой серии собрана в муравьиной колонии). Вид назван в честь типового местонахождения — Ульджин-гун (Uljin-gun).

## Распространение
Южная Корея (уезд Ульджин-гун в провинции Кёнсан-Пукто; Чонсон в провинции Канвондо).

## Описание
Мелкие коротконадкрылые жуки-ощупники. Длина тела менее 2 мм (от 1,25 до 1,31 мм). Основная окраска красновато-коричневая. Усики 11-члениковые. От близких видов отличается следующими признаками: педицель усиков сильно вздут, субшаровидный с субцилиндрическим железистым узелком на базальной 1/3 внутреннего края; протибии с шипиком на внутренней стороне; парамеры гениталий самцов крепкие и веерообразные, с тремя волосками на каждом. Фасеточные глаза с 32—34 фасетками. Голотип был собран путем просеивания листовой подстилки в смешанном лесу. Паратипы были собраны путем просеивания листовой подстилки, почвы и муравьиной колонии.